# Альбукерке
Альбукерке (англ. Albuquerque, i[ˈælbəˌkɜrkiː]) — найбільше місто (англ. city) в штаті Нью-Мексико, адміністративний центр округу Берналільйо цього штату. Місто розміщене в центральній частині штату, на річці Ріо-Гранде. За даними Бюро перепису населення США в 2012 році у місті проживали 555 417 осіб, тобто воно є 32-им за величиною містом в США. Згідно з переписом населення США у 2010 році, населення агломерації становило 889 574 особи. Альбукерке — 53-тя за величиною метрополійна територія в США.

## Етимологія
Існують різні версії щодо походження назви Альбукерке. Найпоширенішою є думка, що місто назвали на честь іспанського державного діяча і віцекороля Мексики Франциско Фернандеса де ла Куева, графа Альбуркерке (1617–1676). Альтернативна думка пов'язує назву з ім'ям португальського конкістадора Афонсу де Албукеркі. Обидва імені пов'язані з назвою іспанського міста на кордоні з Португалією Альбуркерке. Існує думка, що місто назване на честь герцога Сан-Феліпе де Альбуркерке.

## Історія
Місто було засноване як іспанський колоніальний пост у 1706 році, під назвою Ранчос де Альбукерке, у той час там проживало 18 сімей. Іспанська культурна спадщина збереглася і в сучасному місті.
Населення Альбукерке займалося переважно фермерським господарством, а саме місто було військовим постом вздовж стратегічно важливої дороги Каміно-Реал. Альбукерке було центром вівчарства на Заході. Іспанці мали в місті свій військовий гарнізон з дати його заснування, а пізніше, в 1821 році Мексика також розмістила військовий гарнізон в Альбукерке. Місто будувалося за традиційною іспанською схемою: центральна площа була оточена урядовими будівлями, будинками містян і церквою.
Після захоплення Нью-Мексико американцями, в Альбукерке з 1846 по 1867 рік розташовувався федеральний гарнізон армії США. Під час Громадянської війни, у лютому 1862 року, місто зайняли війська Конфедерації під командуванням генерала Р. Сайбли, який незабаром повів свої основні частини на північ Нью-Мексико. Потім 8 квітня 1862 року в ході його відступу до Техасу під натиском військ Союзу, відбулася битва при Альбукерке проти загону солдатів Союзу під командуванням генерала Е. Кенбі. У цій битві, яка тривала весь день, сторони зазнали невеликих втрат, оскільки в ході битви війська двох генералів перебували на досить великій відстані одне від одного.
До початку XX століття Альбукерке швидко перетворилося на акуратне місто південного-заходу США, з населенням 8000 чол. в 1900 році. До того часу місто вже мало всі сучасні вигоди, у тому числі трамваї, які зв'язали Старе і Нове місто, а також незадовго до того був заснований кампус університету Нью-Мексико. У 1902 році поруч з новим пасажирським депо був побудований знаменитий готель «Альварадо», що залишався символом міста до знесення в 1970 році.
Сухий клімат Нью-Мексико сприяв на початку XX століття припливу до Альбукерке хворих на туберкульоз.
Перші мандрівники по шосе 66 з'явилися в місті в 1926 році, і для них незабаром уздовж дороги з'явилося безліч мотелів, ресторанів і крамниць з сувенірами.
Створення військово-повітряної бази Кертленд у 1939 році і бази Сендія на початку 1940 року, а також лабораторій при цій базі в 1949 році, зробило Альбукерке головним гравцем в Атомному столітті. Тим часом місто продовжувало збільшуватися, до 1960 року в ньому проживало вже 201 189 осіб. У 1990 році населення Альбукерке досягло 384 736, а в 2007 році становило 518 271. У червні 2007 року, Альбукерке був внесений до списку найбільш швидкозростаючих міст в країні, зайнявши, за даними Бюро перепису населення США, шосте місце.

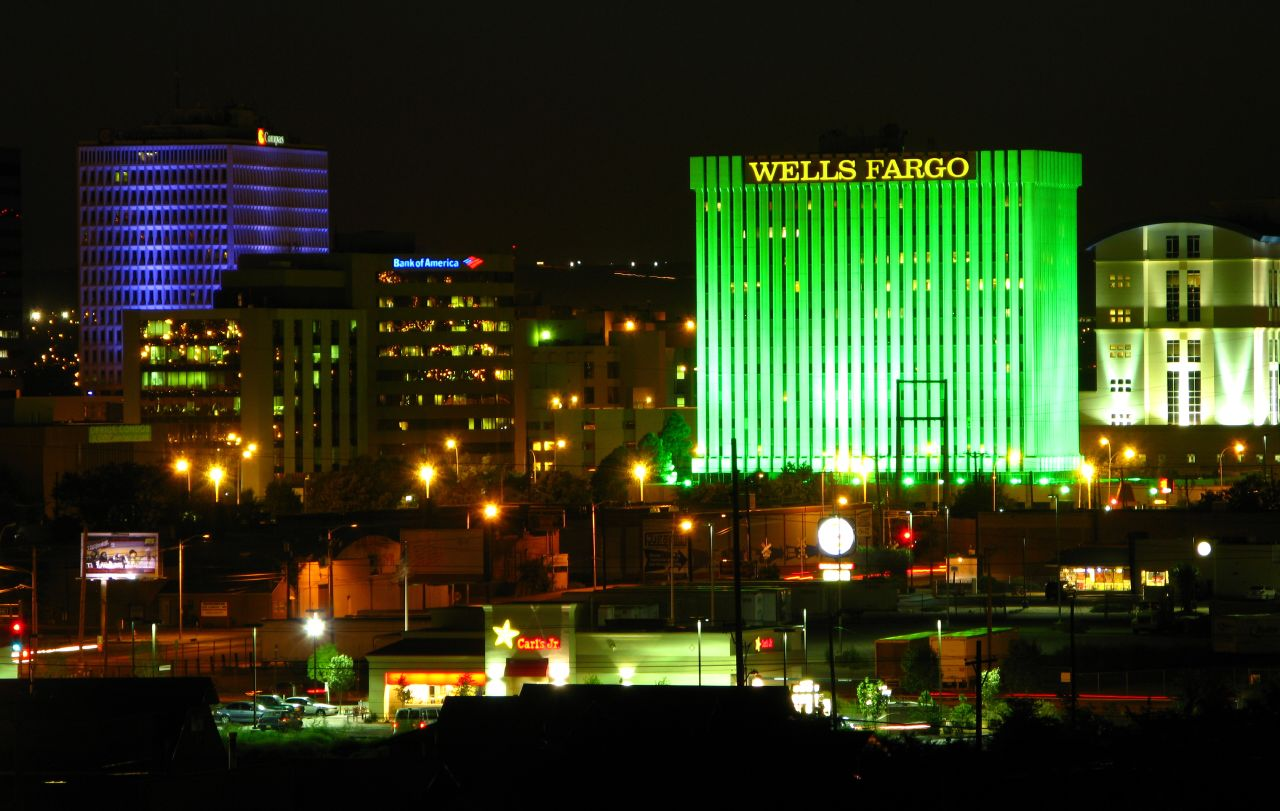
Сучасні будівлі в центрі Альбукерке

У зв'язку з програмами вдосконалення та оновлення, починаючи з 1960-х років центр Альбукерке, як багатьох міст США, переживав спад у розвитку — багато історичних будівель були зруйновані в 1960-х і 1970-х роках, щоб звільнити місце для нових площ, висотних будівель і стоянок автомобілів у рамках міського етапу оновлення міста. Тільки починаючи з 2010 року, у центрі міста почалося відновлення характерного вигляду Альбукерке, шляхом реконструкції та оновлення історичних будівель.
З початку XXI століття населення Альбукерке продовжувало швидко зростати. Населення міста в 2009 році становило 528 497 осіб, порівняно з 448 607 чол. за переписом 2000 року. В агломерації кількість жителів Альбукерке досягло 907 775 осіб, і, згідно з прогнозами університету бізнесу і економічних досліджень Нью-Мексико, збільшиться до 2 млн осіб до 2030 року.
На початку XXI століття адміністрація Альбукерке доклала значних зусиль з подолання високого рівня злочинності, пік якої припав на 1990-ті роки. За даними ФБР, з 1997 по 2012 рік в місті спостерігався спад щорічного показника насильницьких злочинів при неухильному зростанні чисельності населення.

## Географія

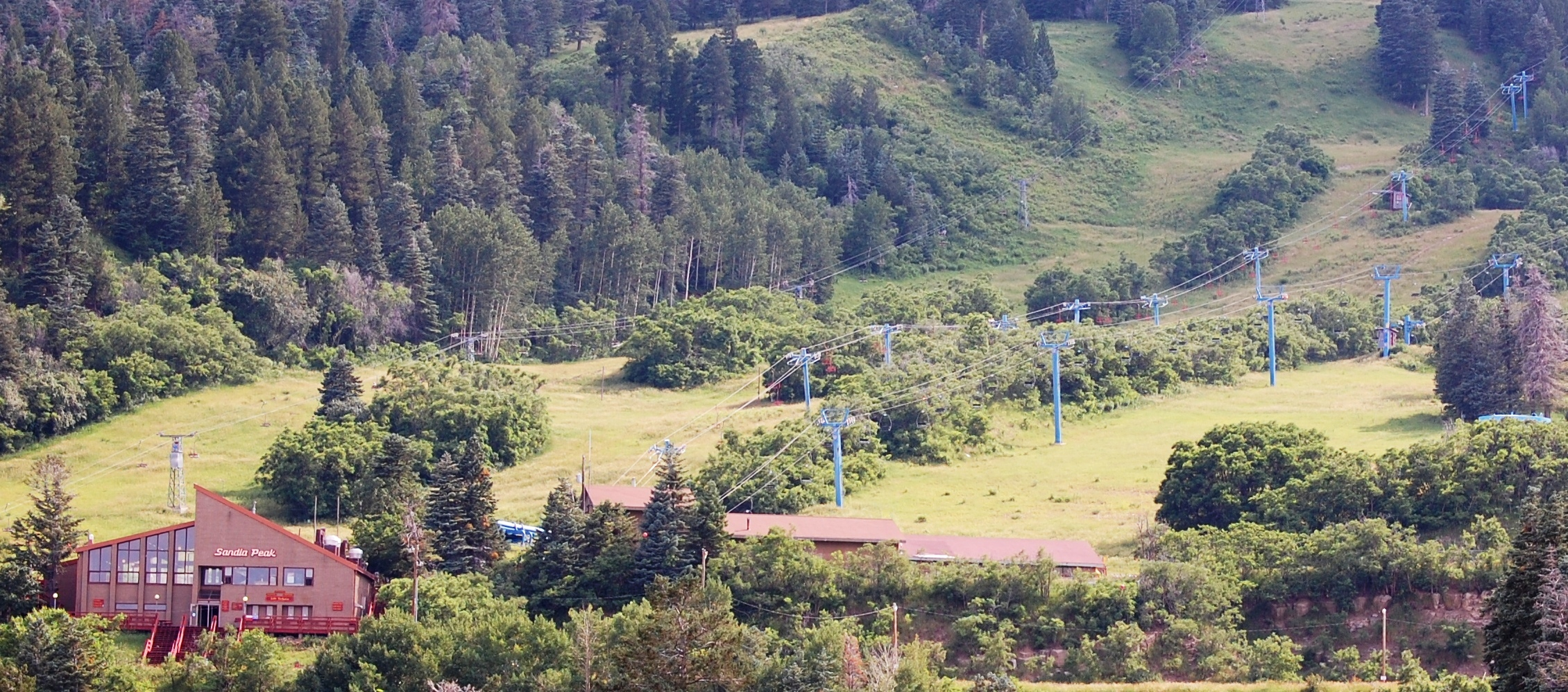
Лижні спуски влітку в горах Сандія.

Альбукерке розташований за координатами 35°6′20″ пн. ш. 106°38′51″ зх. д. / 35.10556° пн. ш. 106.64750° зх. д. (35.105552, -106.647388).  За даними Бюро перепису населення США в 2010 році місто мало площу 490,92 км², з яких 486,22 км² — суходіл та 4,70 км² — водойми.
Альбукерке лежить у північній частині екорегіону пустелі Чіуауа.
Розміщене в центрі Нью-Мексико, місто зазнає помітного впливу від сусідньої напівпустелі плато Колорадо, гір Аризона-Нью-Мексико та екорегіону Південно-Західних плато та рівнинних степів.
Альбукерке одне з найвищих міст над рівнем моря серед великих міст в Сполучених Штатах. Висота міста коливається від 1 490 м над рівнем моря поруч з Ріо-Гранде (в долині) до більш ніж 1 950 м у передгірних районах. Аеропорт міста знаходиться на висоті 1 631 м над рівнем моря.
Річка Ріо-Гранде виглядає «екзотичною» річкою, бо тече через пустелю, як і Ніл.

### Клімат
| Клімат : Альбукерке                                 | Клімат : Альбукерке | Клімат : Альбукерке | Клімат : Альбукерке | Клімат : Альбукерке | Клімат : Альбукерке | Клімат : Альбукерке | Клімат : Альбукерке | Клімат : Альбукерке | Клімат : Альбукерке | Клімат : Альбукерке | Клімат : Альбукерке | Клімат : Альбукерке | Клімат : Альбукерке |
| Показник                                            | Січ.                | Лют.                | Бер.                | Квіт.               | Трав.               | Черв.               | Лип.                | Серп.               | Вер.                | Жовт.               | Лист.               | Груд.               | Рік                 |
| Абсолютний максимум, °C                             | 22,2                | 26,1                | 29,4                | 31,7                | 36,7                | 41,7                | 40,6                | 38,3                | 37,8                | 32,8                | 28,3                | 22,2                | 41,7                |
| Середній максимум, °C                               | 8,2                 | 11,4                | 15,8                | 20,6                | 26,0                | 31,3                | 32,3                | 30,7                | 27,1                | 20,6                | 13,2                | 7,8                 | 20,4                |
| Середня температура, °C                             | 2,4                 | 5,2                 | 8,9                 | 13,3                | 18,7                | 23,8                | 25,7                | 24,6                | 20,7                | 14,2                | 7,2                 | 2,4                 | 14,0                |
| Середній мінімум, °C                                | −3,3                | −0,9                | 2,1                 | 6,1                 | 11,4                | 16,4                | 19,1                | 18,4                | 14,4                | 7,8                 | 1,2                 | −3,1                | 7,5                 |
| Абсолютний мінімум, °C                              | −27,2               | −23,3               | −14,4               | −10,6               | −3,9                | 1,7                 | 5,6                 | 7,8                 | −3,3                | −7,2                | −21,7               | −26,7               | −27,2               |
| Середня кількість сонячних годин на місяць          | 234,2               | 225,3               | 270,2               | 304,6               | 347,4               | 359,3               | 335,0               | 314,2               | 286,7               | 281,4               | 233,8               | 223,3               | 3415                |
| Норма опадів, мм                                    | 10                  | 12                  | 14                  | 15                  | 13                  | 17                  | 38                  | 40                  | 27                  | 26                  | 14                  | 13                  | 240                 |
| Днів з опадами                                      | 4,1                 | 3,8                 | 4,9                 | 3,2                 | 4,2                 | 4,4                 | 8,3                 | 9,2                 | 5,9                 | 5,1                 | 3,9                 | 4,2                 | 61,2                |
| Днів зі снігом                                      | 2,4                 | 1,7                 | 1,5                 | 0,3                 | 0                   | 0                   | 0                   | 0                   | 0                   | 0,2                 | 1,0                 | 2,4                 | 9,6                 |
| Вологість повітря, %                                | 56.3                | 49.8                | 39.7                | 32.5                | 31.1                | 29.8                | 41.9                | 47.1                | 47.4                | 45.3                | 49.9                | 56.8                | 44.0                |
| --------------------------------------------------- | ------------------- | ------------------- | ------------------- | ------------------- | ------------------- | ------------------- | ------------------- | ------------------- | ------------------- | ------------------- | ------------------- | ------------------- | ------------------- |
| Джерело: NOAA (relative humidity and sun 1961–1990) |                     |                     |                     |                     |                     |                     |                     |                     |                     |                     |                     |                     |                     |

## Демографія
Згідно з переписом 2010 року, у місті мешкали 545 852 особи в 224 330 домогосподарствах у складі 133 887 родин. Густота населення становила 1112 особи/км².  Було 239166 помешкань (487/км²).
Расовий склад населення:
| - 69,7 % — білих - 4,6 % — корінних американців - 3,3 % — чорних або афроамериканців - 2,6 % — азіатів - 0,1 % — вихідців з тихоокеанських островів - 15,0 % — осіб інших рас |

До двох чи більше рас належало 4,6 %. Частка іспаномовних становила 46,7 % від усіх жителів.
За віковим діапазоном населення розподілялося таким чином: 24,0 % — особи молодші 18 років, 63,9 % — особи у віці 18—64 років, 12,1 % — особи у віці 65 років та старші. Медіана віку мешканця становила 35,1 року. На 100 осіб жіночої статі у місті припадало 94,4 чоловіків;  на 100 жінок у віці від 18 років та старших — 91,7 чоловіків також старших 18 років.
Середній дохід на одне домашнє господарство  становив 64 188 доларів США (медіана — 47 030), а середній дохід на одну сім'ю — 76 564 долари (медіана — 59 513). Медіана доходів становила 44 273 долари для чоловіків та 37 889 доларів для жінок. За межею бідності перебувало 19,2 % осіб, у тому числі 26,3 % дітей у віці до 18 років та 9,8 % осіб у віці 65 років та старших.
Цивільне працевлаштоване населення становило 259 547 осіб. Основні галузі зайнятості: освіта, охорона здоров'я та соціальна допомога — 26,3 %, науковці, спеціалісти, менеджери — 14,6 %, мистецтво, розваги та відпочинок — 11,5 %, роздрібна торгівля — 11,3 %.

## Цікаві факти
В Альбукерке відбувається дія відомого телесеріалу «Пуститися берега» та його спінофу «Краще подзвоніть Солу», а також фільмів «Шкільний мюзикл», «Шкільний мюзикл: Канікули» та «Шкільний мюзикл: Випускний».
Серед відомих людей, які народилися в місті, — засновник Amazon.com Джеффрі Безос (1962 р.) та акторка і співачка Демі Ловато (1992 р.).

## Відомі особистості
Серед відомих людей, які народилися в місті:
- Джеффрі Безос (* 1962) — засновник Amazon.com
- Гелен Гардін (1943—1984) — американська художниця
- Демі Ловато (* 1992) акторка і співачка
- Еліс Мернер Агогіно (нар. 1952) — американський інженер-механік, відома своєю діяльністю із залучення жінок до інженерії та досліджень штучного інтелекту.
- Маршалл Розенберг (1934—2015) — американський психолог, медіатор, письменник і викладач